# Свенссон, Оса
Оса Свенссон (швед. Åsa Svensson), урождённая — Карлссон (швед. Carlsson; родилась 16 июня 1975 года в Сурахаммаре, Швеция) — шведская теннисистка.
- Победительница 9 турниров WTA (2 — в одиночном разряде).
- Финалистка 2 юниорских турниров Большого шлема в парном разряде (US Open-1991, Australian Open-1993).
- Полуфиналистка 1 юниорского турнира Большого шлема в одиночном разряде (Australian Open-1993).

## Общая информация
Оса — одна из трёх детей Леннарта и Сигне Карлссонов. Её брата зовут Юхан, а сестру — Анна.
8 декабря 2001 года шведка вышла замуж за Никласа Свенссона и сменила фамилию. Муж потом сопровождал её на соревнованиях и помогал в тренировках. 6 августа 2005 года у супругов родилась дочь Нора.

## Спортивная карьера
Оса с юниорских лет считалась одной из надежд национального женского тенниса. В 1992 году она, в паре с соотечественницей Анной Свенссон дошла до финала парного турнира престижного бельгийского Astrid Bowl, а полгода спустя отметилась в полуфинале одиночного и финале парного турниров Australian Open.
Выступления во взрослых турнирах начинаются с 1990 года. После нескольких лет участия в соревнованиях ITF Карлссон в 1992 году дебютирует в квалификации соревнования WTA. Постепенно набираясь опыта, Оса к сентябрю пробивается в Top200, попутно выиграв свои первые профессиональные титулы.
В 1993 году шведка впервые играет январскую серию турниров в Австралии и там же дебютирует в отборе турнира Большого шлема. В июле Оса проводит первый матч за сборную в Кубке Федерации. До конца года Карлссон удаётся выиграть несколько матчей на достаточно крупных турнирах (добыт первый четвертьфинал турнира WTA) и закрепиться в Top200.
В 1994 году постепенный прогресс продолжается: во время весеннего зелёного грунтового сезона Оса отмечается в полуфинале турнира в Хьюстоне (обыграв Барбару Риттнер) и выходит в третий круг турнира в Амелии-Айленде. В начале мая добыт первый финал турнира WTA — в Праге. Эта серия успехов позволяет шведке войти и закрепиться в Top100, а также дебютировать в основной сетке турнира Большого шлема (во Франции).
Постепенно растущая стабильность позволяет шведке к середине февраля 1996 года не только всё чаще обыгрывать игроков Top50, но и самой войти в число 30 сильнейших теннисисток планеты. 1 апреля, как потом выяснится, Оса поднимется на свою пиковую позицию в одиночном рейтинге, заняв 28-е место. Удержаться на этом уровне долго не удаётся и, пройдя через серию из пяти поражений подряд, Карлссон опускается в середину второй полусотни. Осенью результаты чуть выправляются, когда шведка доходит до четвёртого круга на US Open и выходит в финал 75-тысячника в Лиможе. Постепенно Оса все реже проигрывает и к маю 1997 года она почти достигает пикового рейтинга. Выиграть турнир WTA при этом не удаётся, но время от времени Оса пополняет свой список побед над игроками Top20 (так в этот период добыты две победы над австрийкой Барбарой Паулюс).
С осени результаты опять идут на спад и спустя год — к апрелю 1998 года — Оса вылетает из Top100. Во второй половине сезона приходится вернуться на соревнования ITF. Полученная дополнительная игровая практика позволяет чуть улучшить результаты и пятый год подряд завершить сезон в числе ста сильнейших теннисисток планеты. В 1999 году особого улучшения результатов не происходит и только поздней осенью, одержав дебютную победу на одиночном соревновании WTA (в Малайзии), Оса поднимается в Top70.
В 1999 году к ней приходят первые крупные парные успехи — несколько турниров наигрывается пара с француженкой Эмили Луа. К концу года девушки выигрывают три турнира, в том числе впервые побеждая на турнире WTA.
В 2000 году частично возвращается былая стабильность результатов и к лету, выйдя в четвёртый круг Roland Garros (по пути переиграна Сандрин Тестю), шведка возвращается в Top40. После очередного подъёма следует спад — Оса вновь постепенно проваливается к границе первой и второй сотни. В эти же сроки выигран второй (и самый крупный) парный титул — в Ганновере.
Весной 2002 года шведка завоёвывает свой второй одиночный титул WTA, выиграв соревнование в хорватском Боле.
В марте 2003 года на турнире в Майами Оса получает серьёзную травму, выбившую её из строя на семь месяцев. Вернувшись в строй осенью, Свенссон в течение года пытается вернуться на былые позиции, но всё, что ей удаётся — это подняться в Top200.
В январе 2005 года шведка завершает карьеру.

## Рейтинг на конец года
| Год  | Одиночный рейтинг | Парный рейтинг |
| 2004 | 191               | 74             |
| 2003 | 364               | 70             |
| 2002 | 77                | 47             |
| 2001 | 102               | 40             |
| 2000 | 57                | 29             |
| 1999 | 61                | 96             |
| 1998 | 92                |                |
| 1997 | 45                | 166            |
| 1996 | 44                | 262            |
| 1995 | 49                | 225            |
| 1994 | 69                | 174            |
| 1993 | 167               | 365            |
| 1992 | 201               | 328            |
| 1991 | 313               | 908            |
| 1990 | 790               |                |

## Выступления на турнирах

### Выступление в одиночных турнирах

#### Финалы турнировWTAв одиночном разряде (4)

##### Победы (2)
| Легенда:                    |
| --------------------------- |
| Турниры Большого Шлема (0)  |
| Олимпиада (0)               |
| Итоговый чемпионат года (0) |
| 1-я категория (0)           |
| 2-я категория (0+1)         |
| 3-я категория (2+3)         |
| 4-я категория (0+1)         |
| 5-я категория (0+2)         |

| Титулы по покрытиям | Титулы по месту проведения матчей турнира |
| ------------------- | ----------------------------------------- |
| Хард (1+3)          | Зал (0+2)                                 |
| Грунт (1+3)         | Зал (0+2)                                 |
| Трава (0)           | Открытый воздух (2+5)                     |
| Ковёр (0+1)         | Открытый воздух (2+5)                     |

| №  | Дата           | Турнир                 | Покрытие | Соперница в финале | Счёт        |
| 1. | 8 ноября 1999  | Куала-Лумпур, Малайзия | Хард     | Эрика де Лоун      | 6-2 6-4     |
| 2. | 29 апреля 2002 | Бол, Хорватия          | Грунт    | Ива Майоли         | 6-3 4-6 6-1 |

##### Поражения (2)
| №  | Дата           | Турнир       | Покрытие | Соперница в финале | Счёт        |
| 1. | 9 мая 1994     | Прага, Чехия | Грунт    | Аманда Кётцер      | 1-6 6-7(14) |
| 2. | 10 апреля 1995 | Хьюстон, США | Грунт    | Штеффи Граф        | 1-6 1-6     |

#### Финалы турнировITFв одиночном разряде (8)

##### Победы (3)
| Легенда:         |
| ---------------- |
| 100.000 USD (0)  |
| 75.000 USD (0+3) |
| 50.000 USD (0+1) |
| 25.000 USD (0+1) |
| 10.000 USD (3+1) |

| Титулы по покрытиям | Титулы по месту проведения матчей турнира |
| ------------------- | ----------------------------------------- |
| Хард (1+4)          | Зал (3+4)                                 |
| Грунт (0+1)         | Зал (3+4)                                 |
| Трава (0)           | Открытый воздух (0+2)                     |
| Ковёр (2+1)         | Открытый воздух (0+2)                     |

| №  | Дата            | Турнир               | Покрытие | Соперница в финале  | Счёт    |
| 1. | 4 ноября 1991   | Юсдаль, Швеция       | Ковёр(i) | Михаэла Сибольд     | 6-3 6-2 |
| 2. | 13 января 1992  | Хельсинки, Финляндия | Ковёр(i) | Софи Альбинус       | 6-3 6-3 |
| 3. | 30 октября 1995 | Стокгольм, Швеция    | Хард(i)  | Анна-Карин Свенссон | 6-1 6-2 |

##### Поражения (8)
| №  | Дата             | Турнир              | Покрытие | Соперница в финале      | Счёт           |
| 1. | 29 июня 1992     | Роннеби, Дания      | Грунт    | Марион Маруска          | 6-4 1-6 2-6    |
| 2. | 31 августа 1992  | Клагенфурт, Австрия | Грунт    | Руксандра Драгомир-Илие | 4-6 3-6        |
| 3. | 23 сентября 1996 | Лимож, Франция      | Хард(i)  | Доминик Монами          | 6-2 6-7(4) 1-6 |
| 4. | 2 апреля 2001    | Бойнтон-Бич, США    | Грунт    | Генриета Надьова        | 6-3 3-6 1-6    |
| 8. | 5 июля 2004      | Дармштадт, Германия | Грунт    | Магда Михалаке          | 1-6 6-3 5-7    |

### Выступления в парном разряде

#### Финалы турнировWTAв парном разряде (16)

##### Победы (7)
| №  | Дата            | Турнир               | Покрытие | Партнёрша          | Соперницы в финале                              | Счёт           |
| 1. | 15 ноября 1999  | Паттайя, Таиланд     | Хард     | Эмили Луа          | Евгения Куликовская Патриция Вартуш             | 6-1 6-4        |
| 2. | 14 февраля 2000 | Ганновер, Германия   | Ковёр(i) | Наталья Зверева    | Сильвия Фарина-Элия Карина Габшудова            | 6-3 6-4        |
| 3. | 23 июля 2001    | Касабланка, Марокко  | Грунт    | Любомира Бачева    | Мария Хосе Мартинес Санчес Мария-Эмилия Салерни | 6-3 6-7(4) 6-1 |
| 4. | 5 ноября 2001   | Паттайя, Таиланд (2) | Хард     | Ирода Туляганова   | Лизель Хубер Винна Пракуся                      | 4-6 6-3 6-3    |
| 5. | 17 февраля 2003 | Богота, Колумбия     | Грунт    | Катарина Среботник | Тина Крижан Татьяна Перебийнис                  | 6-2 6-1        |
| 6. | 24 февраля 2003 | Акапулько, Мексика   | Грунт    | Эмили Луа          | Петра Мандула Патриция Вартуш                   | 6-3 6-1        |
| 7. | 21 февраля 2004 | Мемфис, США          | Хард(i)  | Мейлен Ту          | Мария Шарапова Вера Звонарёва                   | 6-4 7-6(0)     |

##### Поражения (9)
| №  | Дата            | Турнир               | Покрытие | Партнёрша            | Соперницы в финале                      | Счёт        |
| 1. | 17 февраля 1994 | Линц, Австрия        | Ковёр(i) | Каролина Шнайдер     | Евгения Манюкова Лейла Месхи            | 2-6 2-6     |
| 2. | 27 июля 1998    | Сопот, Польша        | Грунт    | Седа Норландер       | Квета Грдличкова Хелена Вилдова         | 3-6 2-6     |
| 3. | 3 августа 1998  | Стамбул, Турция      | Хард     | Флоренсия Лабат      | Майки Бабель Лоранс Куртуа              | 0-6 2-6     |
| 4. | 12 июля 1999    | Палермо, Италия      | Грунт    | Соня Джеясилан       | Тина Крижан Катарина Среботник          | 6-4 3-6 0-6 |
| 5. | 7 февраля 2000  | Париж, Франция       | Ковёр(i) | Эмили Луа            | Жюли Алар-Декюжи Сандрин Тестю          | 6-3 3-6 4-6 |
| 6. | 17 июля 2000    | Сопот, Польша (2)    | Грунт    | Рита Гранде          | Вирхиния Руано Паскуаль Паола Суарес    | 5-7 1-6     |
| 7. | 19 февраля 2001 | Дубай, ОАЭ           | Хард     | Карина Габшудова     | Яюк Басуки Каролина Вис                 | 0-6 6-4 2-6 |
| 8. | 31 декабря 2001 | Голд-Кост, Австралия | Хард     | Мириам Ореманс       | Жюстин Энен Меганн Шонесси              | 1-6 6-7(6)  |
| 9. | 14 апреля 2002  | Амелия-Айленд, США   | Грунт    | Мария-Эмилия Салерни | Даниэла Гантухова Аранча Санчес-Викарио | 4-6 2-6     |

#### Финалы турнировITFв парном разряде (8)

##### Победы (6)
| №  | Дата             | Турнир                    | Покрытие | Партнёрша       | Соперницы в финале                      | Счёт        |
| 1. | 13 января 1992   | Хельсинки, Финляндия      | Ковёр(i) | Марианна Валлин | Анна Аллонен Мария-Лиза Курне           | 0-6 7-5 6-2 |
| 2. | 1 марта 1999     | Дубай, ОАЭ                | Хард     | Лоранс Куртуа   | Лаура Голарса Ирина Селютина            | 6-3 5-7 6-0 |
| 3. | 13 сентября 1999 | Бордо, Франция            | Грунт    | Эмили Луа       | Любомира Бачева Кристина Торренс Валеро | 6-2 7-6(1)  |
| 4. | 11 октября 1999  | Пуатье, Франция           | Хард(i)  | Эмили Луа       | Александра Фусаи Рита Гранде            | 6-2 7-6(5)  |
| 5. | 28 октября 2003  | Ноттингем, Великобритания | Хард(i)  | Хелена Эйесон   | Ивонн Дойл Карен Нагент                 | 6-3 7-6(11) |
| 6. | 15 февраля 2004  | Мидленд, США              | Хард(i)  | София Арвидссон | Элисон Бейкер Тара Снидер               | 7-6(5) 6-2  |

##### Поражения (2)
| №  | Дата            | Турнир               | Покрытие | Партнёрша       | Соперницы в финале               | Счёт              |
| 1. | 22 октября 1990 | Ноймюнстер, Германия | Грунт    | Мари Линуссон   | Анке Мархи Кристина Зингер       | 2-6 5-7           |
| 2. | 28 июня 1993    | Роннеби, Дания       | Грунт    | Марианна Валлин | Катарина Бернштейн Шэннон Питерс | 6-2 6-7(5) 6-7(5) |

### Выступления в командных турнирах

#### Финалы командных турниров (1)

##### Поражения (1)
| №  | Год  | Турнир        | Команда                         | Соперник в финале                  | Счёт в финале |
| -- | ---- | ------------- | ------------------------------- | ---------------------------------- | ------------- |
| 1. | 1999 | Кубок Хопмана | Швеция · О.Карлссон, Й.Бьоркман | Австралия · Е.Докич, М.Филлипуссис | 1-2           |